# Anishinabe

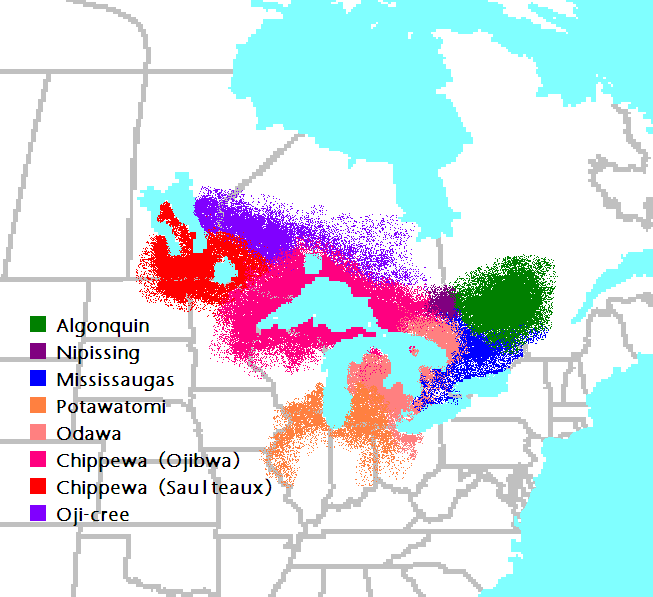
Verbreitung der Anishinaabe(g)-Stammesgruppen um 1800 (inklusive der Ojibwa/Chippewa)

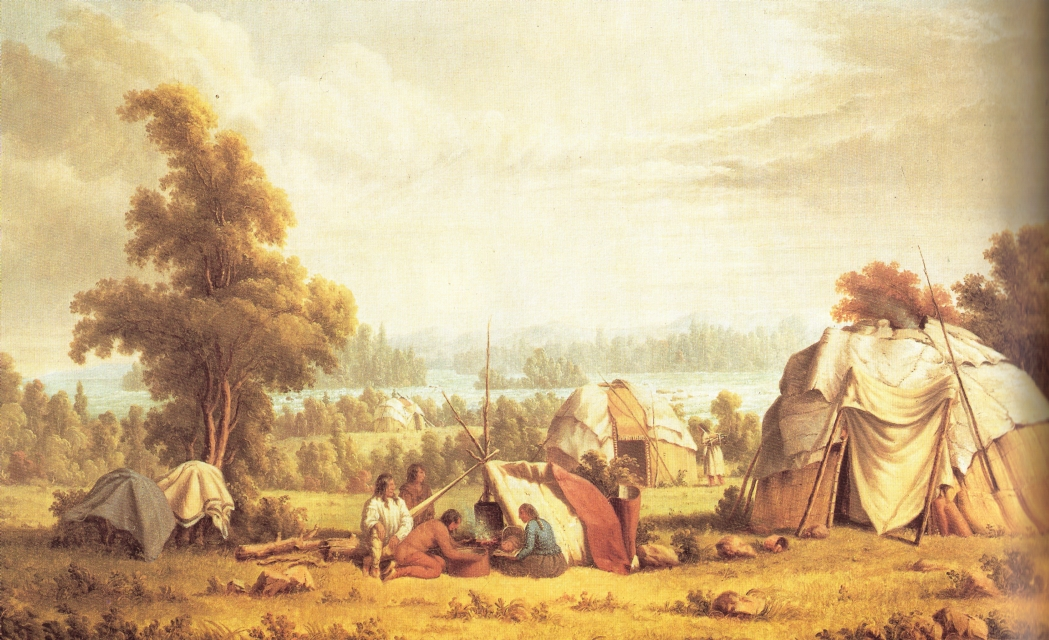
Dorf der Ojibwa bei Sault Sainte Marie 1846, Gemälde von Paul Kane

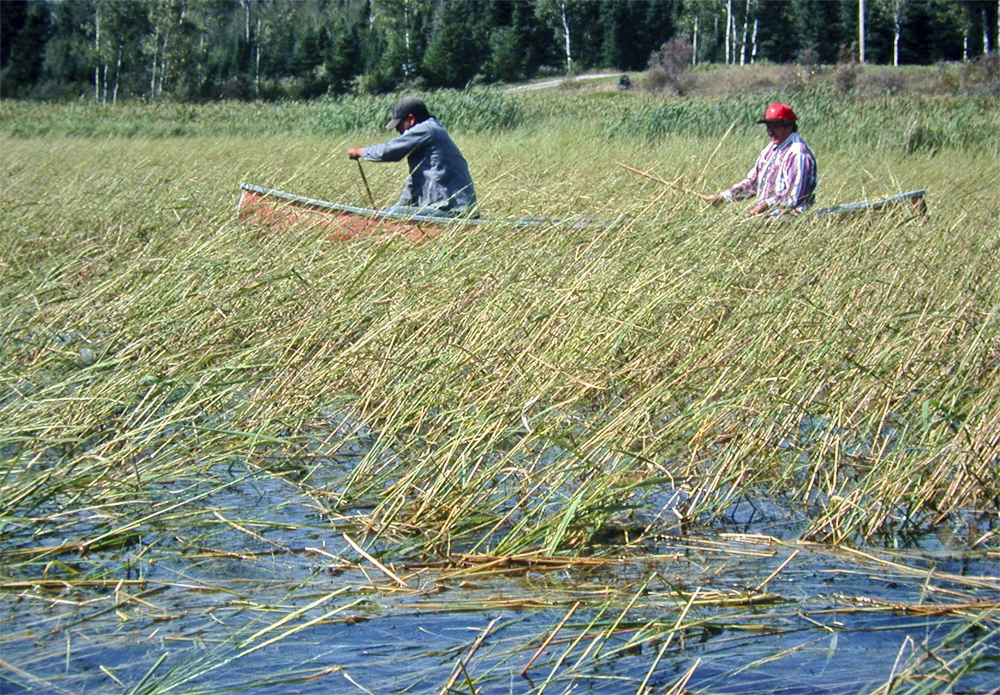
Der Wildreis ist bei den Anishinabe immer noch eine der wichtigsten subsistenz- und marktwirtschaftlichen Einnahmequellen.

Die Anishinabe (Ojibwe ᐊᓂᔑᓈᐯ Anishinaabe) sind eine der heute größten indigenen Ethnien Nordamerikas. Der Name wird heute in doppelter Weise verwendet:
1. Im weiteren Sinne – korrekter im Plural – Anishinaabeg/Anishinabek („Erstes Volk“, „Originales Volk“, oder „Wesen, geschaffen aus dem Nichts“) – werden die kulturell sowie historisch eng verwandten Indianerstämme der Algonkin, Nipissing, Mississauga, Potawatomi, Odawa, Oji-Cree (Severn Ojibwa), Saulteaux (Salteaux) und die Ojibwa (Chippewa) als Anishinabe bezeichnet. Sie sprechen bzw. sprachen verschiedene Varianten und Dialekte des Anishinaabemowin/Ojibwemowin (ᐊᓂᔑᓈᐯᒧᐎᓐ), einer Algonkin-Sprache.[1][2][3]
2. Im engeren Sinne – Anishinabe oder Anishinaabe im Singular – werden gemeinhin nur der in Kanada als Ojibwe oder Ojibwa und in den USA als Chippewa bezeichnete Volksstamm sowie dessen regionale Dialekt- und Stammesgruppen der Mississauga und Saulteaux (Salteaux) als Anishinabe bezeichnet. Früher bezeichneten sie sich selbst als Ojibwe (Plural: Ojibweg), heute jedoch zunehmend als Anishinabe.

Dieser Artikel möchte einen Überblick über den kulturellen Hintergrund bzw. Verwandtschaft aller Stämme der Anishinaabeg geben – nähere Detailauskünfte zu den einzelnen Stämmen sind unter den zugehörigen jeweiligen Artikeln nachzulesen. Wird die Bezeichnung Anishinabe gebraucht, ist hierbei immer der Volksstamm der Ojibwe (Chippewa) gemeint.
Die Anishinaabeg stammten ursprünglich aus der Region rund um die Großen Seen, später erstreckte sich ihr traditionelles Siedlungsgebiet auf Grund ihrer Expansion nach Westen und Südwesten während des Pelzhandels von den Großen Seen über die südlichen kanadischen Prärieprovinzen bis nach Westkanada sowie in die Nördlichen Plains der Vereinigten Staaten.
Die Mehrheit der Anishinaabeg lebt heute in Kanada, der Rest meist im Nordosten der USA, unter ihnen stellen mit heute ca. 335.000 Stammesmitgliedern die Anishinabe bei weitem die größte Gruppe und zählen daher zu den größten Indianervölkern Nordamerikas. Die Anishinabe sind in Kanada in ca. 125 First Nations organisiert, die vom Westen Quebecs bis in den Osten British Columbias zu finden sind – hierbei gibt es ca. 77.940 Ojibwe (Chippewa); 76.760 Saulteaux (Salteaux) und 8770 Mississaugas – sie sind damit nach den Cree die zweitgrößte indigene Gruppe unter den First Nations. Nach dem Census von 2010 gibt es zudem 170.742 Chippewa (Ojibwe) in den USA, die in mehreren auf Bundesebene anerkannten (federally recognized tribes) sowie auf Bundesstaatsebene anerkannten Stämmen (state recognized tribes) organisiert sind und somit die viertgrößte indigene Gruppe unter den Stämmen (übertroffen nur durch die Navajo, Cherokee und Lakota) darstellen.
Mit seinen verschiedenen regionalen Dialekten ist Anishinaabemowin/Ojibwemowin (ᐊᓂᔑᓈᐯᒧᐎᓐ) die zweithäufigste gesprochene indigene Sprache Kanadas (nach Cree) sowie die vierthäufigste in Nordamerika (nach Navajo, Inuit und Cree). Heute sprechen noch ca. 56.531 Anishinaabeg ihre Muttersprache, wobei wiederum mit ca. 33.000 Muttersprachlern die Anishinabe die größte Gruppe darstellen.
Zwischen 1680 und 1800 begann die Ethnie der Anishinaabeg zu expandieren, um weiterhin im Pelzhandel als Mittelsmänner zwischen Franzosen und Briten und Stämmen im Landesinneren auftreten zu können; nunmehr errichteten viele Gruppen ihre Siedlungen oftmals in der Nähe europäischer Handelsposten, um Handelskompanien mit Wildbret, Fisch, Wasserreis, Beeren, Früchten und Pemmikan zu versorgen, als Kundschafter, Trapper und Jäger zu dienen sowie die Europäer gegen feindliche Stämme (Dakota, Irokesen, Fox u. a.) zu verteidigen. Durch den Zwang, sich an die jeweils verschiedenen Stammesgebiete anzupassen, und durch den engen Kontakt im Zusammenleben mit den Europäern (mit denen es oft Mischehen gab, hieraus entstanden dann die Métis) gliederten sie sich kulturhistorisch in drei Gruppen:
- Fischer, Elch- und Karibujäger der subarktischen Wälder Zentral- und Nord-Ontarios; den Cree nahestehend und heute häufig mit jenen vermischt. Diese Gruppe wird heute durch die Severn Ojibwa (Ojicree, Oji-Cree) mit etwa 8.000 Angehörigen (1999) repräsentiert
- Bisonjäger der nördlichen Prärien; heute West-Ojibwa (Saulteaux, Plains Ojibwa oder Bungi) westwärts des Winnipegsees in Saskatchewan bis zu einigen kleineren Gruppen im Westen British Colombias. Sie verloren mit der Ausrottung des Bisons Ende des 19. Jahrhunderts ihre Subsistenzbasis
- Wildreis-Ernter, Jäger, Fischer und Gartenbauer zwischen Nipissing-See im Osten und Winnipegsee im Westen; heute Ost-Ojibwa, Zentral-Ojibwa und Nordwest-Ojibwa. Zu den Letztgenannten gehören die Dialekte Saulteaux (Berens River Ojibwa), Lac Seul Ojibwa, Albany River Ojibwa, Lake of the Woods Ojibwa und Rainy River Ojibwa[4]

In manchen Publikationen werden die nördlichen Anishinabe-Jäger Ojibwa, die Präriejäger Plains-Ojibwa und die südlichen Gruppen Chippewa genannt.

## Stammesname (Ethnonym)

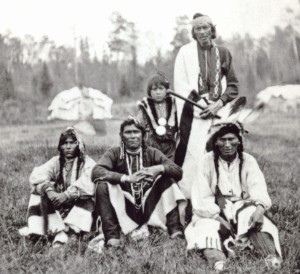
Historisches Foto einer Gruppe Chippewa-Männer vom Bad River (Oberer See)

Die Eigenbezeichnung Anishinabe bedeutet „menschliche Wesen“. Die Herkunft des Wortes ‘Ojibwe’ ist noch nicht eindeutig geklärt. Edmund Danziger (1978) behauptet, der Name leite sich von Ozhibii’oweg (“Those who keep Records of a Vision” – ‚Jene, die ihre Geschichten in Bildzeichen festhalten‘), der Bezeichnung eines benachbarten Stammes her, während Frances Densmore (1929) die heute allgemein anerkannte Interpretation vertritt, bei ‘Ojibwe’ handele es sich um eine sprachliche Variante zu ‘Anishinaabeg’ und komme von einem Verb, das so viel wie ‘rösten, bis es sich kräuselt’ bedeute (ein Hinweis auf die besondere Art dieses Stammes, die Nähte von Mokassins abzudichten). Das Weglassen des O von O'chippewa (einer Variante von ‘Ojibwe’) in fehlerhaften euroamerikanischen Dokumenten führte später zum Entstehen des Wortes Chippewa, das bis heute als offizielle Bezeichnung von der amerikanischen Regierung verwendet wird.
Der Stamm der Chipewyan hingegen hat trotz der Ähnlichkeit des Namens nichts mit den Chippewa/Anishinabe zu tun, sondern gehört zur Völkergruppe der Athabasken.

## Geschichte

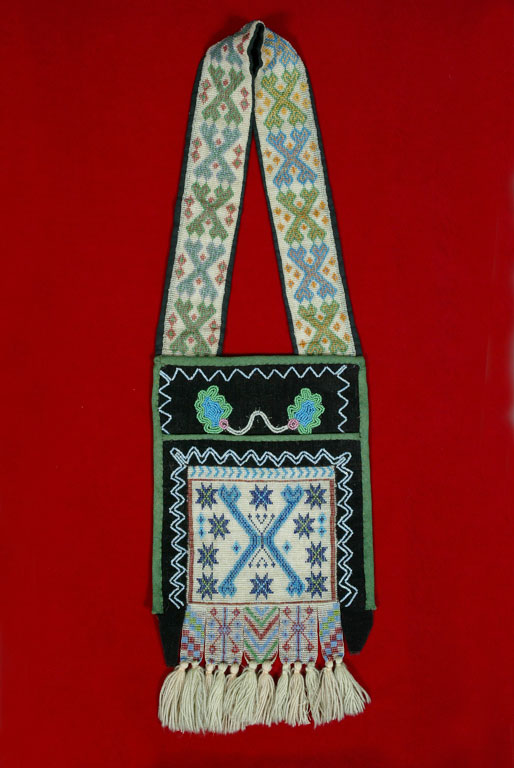
Bandolier-Tasche in der ständigen Sammlung des Children’s Museum of Indianapolis, wahrscheinlich für ein Kind angefertigt, um 1900

Zusammen mit den Ottawa und den Potawatomi bildeten die Anishinabe vor der Ankunft der Europäer die Stammeskonföderation des Rates der drei Feuer, die in der Gegend der Großen Seen Nordamerikas und des Sankt-Lorenz-Stroms bestand und sich gegenüber der Irokesenliga behauptete.
Die euroamerikanische Geschichtsschreibung nimmt im Allgemeinen an, dass die Anishinabe im späten 16. und frühen 17. Jahrhundert aus ihrem ursprünglichen Lebensraum in die Gegend westlich des Huronsees und östlich des Oberen Sees (heute Michigan) migrierten. Von den Anishinabe im engeren Sinne trennten sich dort die Potawatomi, die sich auf der unteren Halbinsel des Bundesstaats Michigan ansiedelten, und die Ottawa, die sich am Lake Nipissing im nördlichen Teil der Provinz Ontario niederließen. Diese beiden Stämme werden heute als eigenständige Völker angesehen.
Der eigenen Legende nach folgten sie einem Sakralgegenstand, der sogenannten „Miigis“-Muschel, die aus dem Ozean aufgetaucht war. Sie enthielt den Auftrag der Geisterwelt, das Volk der Anishinabe in ein neues Land zu führen, „wo die Nahrung im Wasser wächst“ (Wildreis). Nach der Ankunft der Indianer an ihrem Bestimmungsort zeigte sich die Muschel den Anishinabe zum letzten Mal und ist seitdem nicht wieder gesichtet worden. Der Ort dieser letzten Offenbarung wird meist mit Mooningwanekaning (Madeline Island) im Anishinaabe Gichigami (Oberer See) angegeben.
Unter dem Einfluss des Pelzhandels – der bald eine große Rolle in ihrer Kultur spielte – verbreiteten sie sich sehr weiträumig in alle Himmelsrichtungen. Da ihre wichtigsten Handelspartner die Franzosen waren, kämpften sie in den vier nordamerikanischen Kolonialkriegen auf deren Seite gegen die Engländer. Einige Gruppen zogen weiter westwärts und vertrieben gegen Ende des 18. Jahrhunderts die Dakota aus dem heutigen Bundesstaat Minnesota.
Ab 1840 hatten sie sich in der Gegend nördlich des Oberen Sees und des Huronsees sowie in Teilen von Minnesota, North Dakota, Wisconsin, Manitoba und Saskatchewan niedergelassen.
1850 bis 1923 schlossen die Briten eine Reihe von Landnutzungs-Verträgen mit verschiedenen Anishinabe-Stämmen in Kanada. In den USA begann ab 1854 die Einrichtung von Reservaten, die eine zunehmende Assimilation in der amerikanischen Gesellschaft mit einer Abkehr von den traditionellen Wirtschaftsweisen zur Folge hatte (siehe auch: Kulturwandel).

## Kultureller Hintergrund

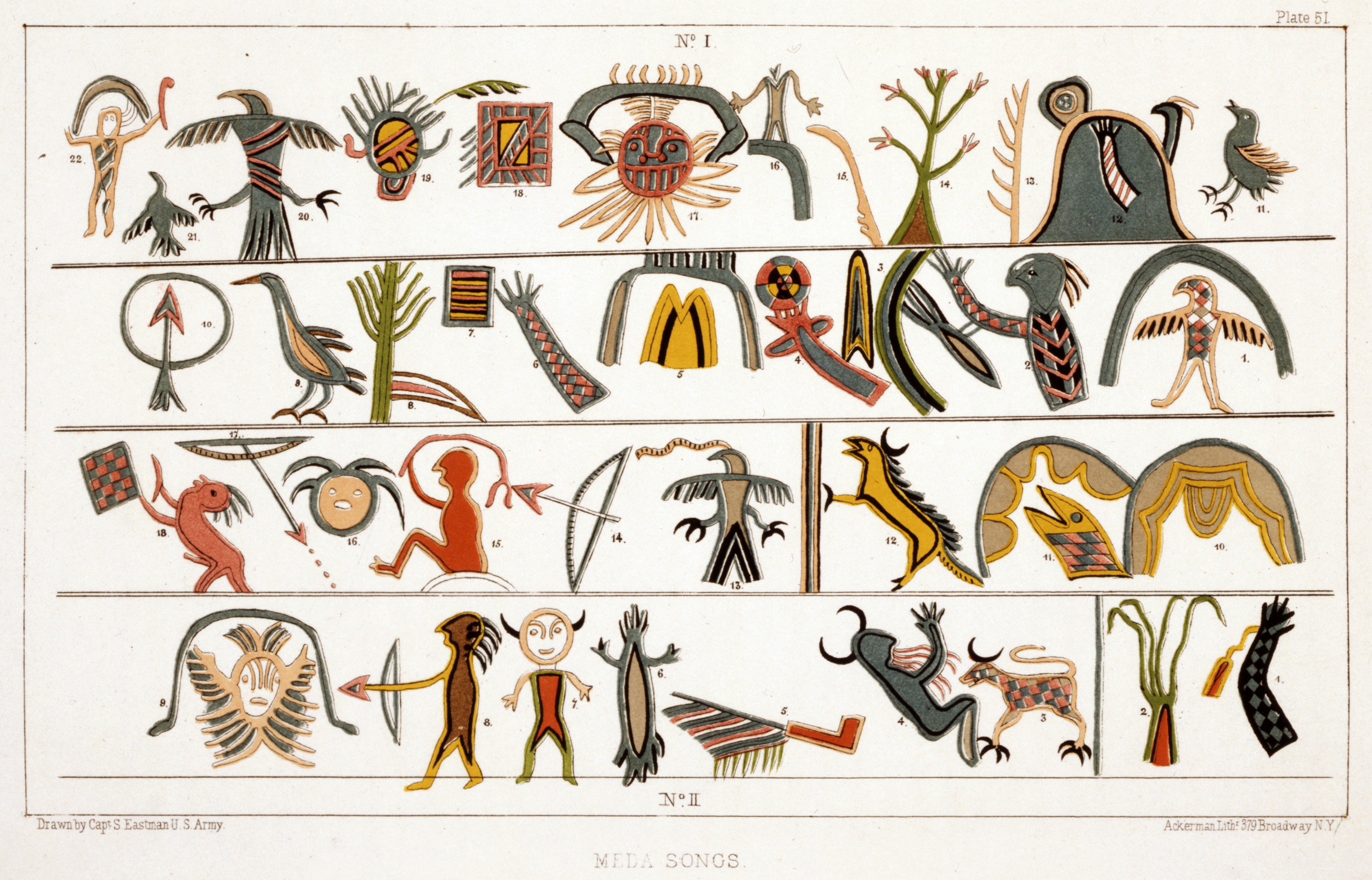
Piktographische Zeichen der Ojibwa

Alle Kulturen der Anishinabe basierten in mehr oder weniger großem Umfang auf dem Jagen, Fischen und Sammeln. Während die Bisonjäger der Prärien und die Elch- und Karibujäger der nordischen Wälder reine Wild- und Feldbeuter waren, kam bei den Bewohnern der Seengebiete in geringem Umfang Gartenbau (Mais, Kürbis, Bohnen) sowie vor allem die Ernte von Wildreis (Zizania aquatica) und Ahornsaft hinzu.

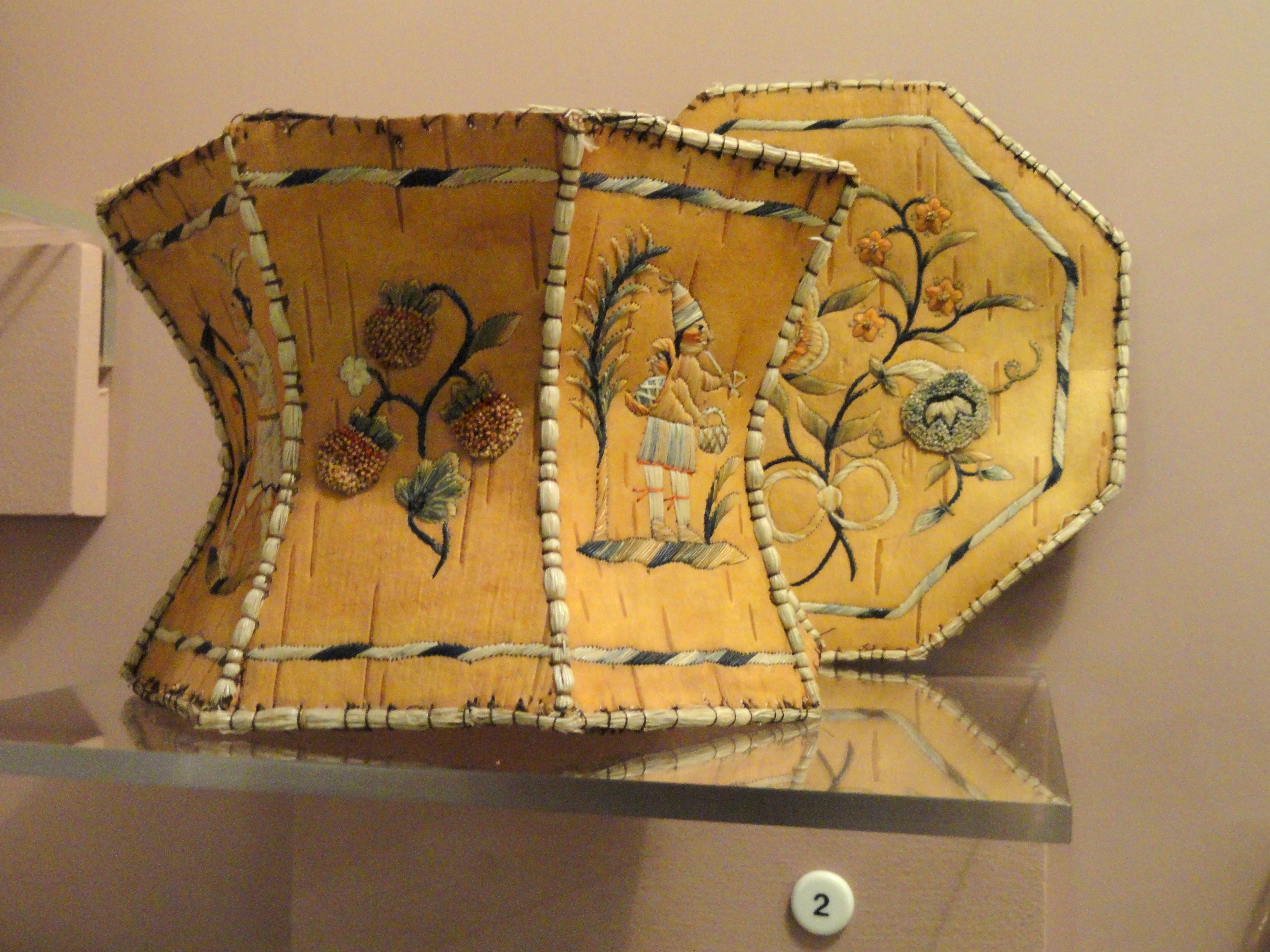
Birkenrindenkästchen, angefertigt nach 1865, Peabody Museum

In der Materialkultur spielte die Birkenrinde eine wichtige Rolle: Die meist kuppelförmigen Wigwams, Kanus und zahlreiche Gebrauchsgegenstände wurden daraus gefertigt. Die Wigwams wurden bisweilen auch mit Matten aus Rohrkolben gedeckt. Überdies ritzte man piktographische Zeichen in die Rinde, die in Ritualen als mnemotechnische Hilfen beim Erzählen von Mythen verwendet wurden.

### Gesellschaftsorganisation

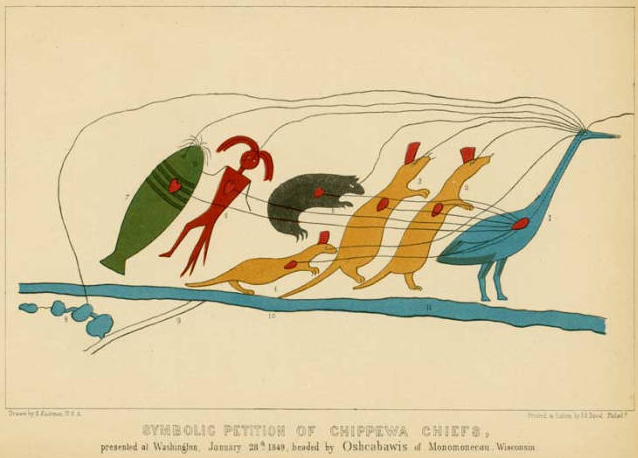
Petition verschiedener Ojibwa-Häuptlinge vom Wisconsin-River von 1849 an den US-Präsidenten 1849. Es geht um zwei gebrochene Verträge. Die hier gezeigten Stämme werden durch die Totems Marder, Bär, Mensch und Wels sowie dem Kranich als Gründerclan repräsentiert. Die Linien zeigen die Verbundenheit der Clans untereinander sowie mit ihrem Seengebiet

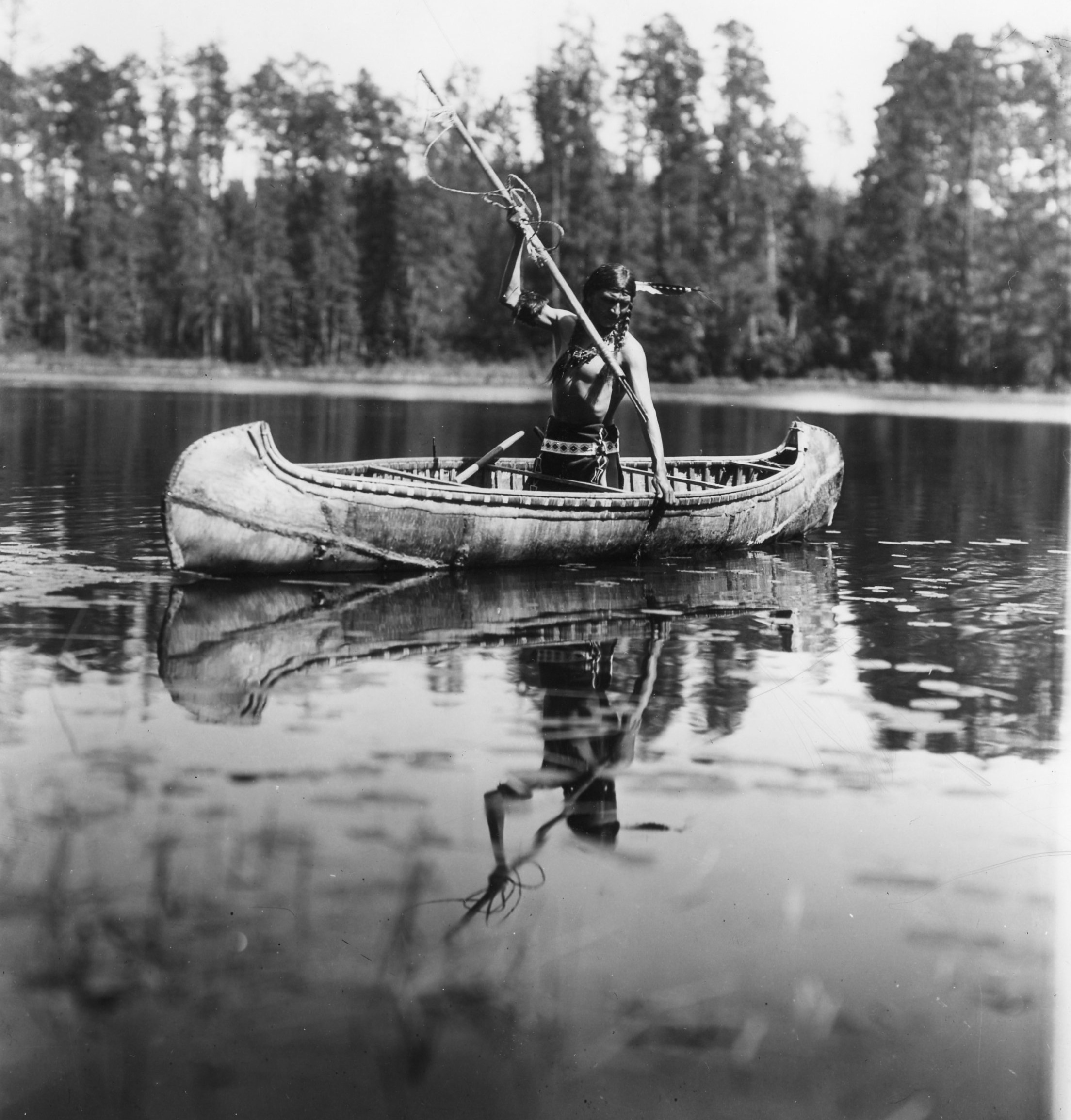
Ojibwa-Speerfischer 1908

Vor dem Kontakt mit europäischen Pelzhändlern existierten ungezählte, relativ egalitäre (gleichberechtigte) und akephale (herrschaftsfreie) Lokalgruppen, die nur durch ein patrilinieares (väterlich vererbtes), totemistisches Clansystem miteinander verbunden waren: Jeder Mensch wurde als Angehöriger eines von dutzenden exogamen Clans geboren, die sich voneinander durch Tiernamen (Totems) abgrenzten (Begriff aus der Ojibwe-Sprache von ototeman, auch odoodeman abgeleitet = blutsverwandte Geschwister). Diese wiederum waren sechs Gründerclans untergeordnet, die ihre Herkunft auf sechs übersinnliche, anthropomorphe Urzeitwesen zurückführten. So entstand einerseits ein „familiärer“ Zusammenhalt und andererseits ein Schutz vor Inzest, denn es war verboten, mit Menschen desselben Clans geschlechtliche Beziehungen einzugehen (siehe auch: Totemismus).
Die nördlichen Ojibwa lebten bis in die 1930er Jahre wie ihre Nachbarn die Cree in kleinen Horden von maximal hundert Personen.
Die Gruppen im Gebiet der Großen Seen bis zum Winnipeg-See bestanden aus 300 bis 400 Personen, die sich in 15 bis 23 Clans gliederten. Lediglich in den Sommermonaten bezogen einige dieser halbsesshaften Chippewagruppen an einem Ort ein gemeinsames Lager, während sie in den Wintermonaten getrennt lebten. Erst der Kontakt mit den Europäern führte zu einem segmentären Stammestum mit Häuptlingen, die ihre Stellung in väterlicher Linie vererbten. Diese Häuptlinge genossen zwar ein hohes Ansehen, ihre Macht war jedoch begrenzt und sie konnten jederzeit abgesetzt werden.
Der soziale Status eines Mannes richtete sich nach seinen Leistungen als Krieger, obwohl die Ojibwa zu den friedliebenden Völkern zählten.
Der wichtigste Bezugspunkt der Anishinabe-Indianer war die Kernfamilie aus Eltern, Kindern und Großeltern. Aufgrund der langen, schweren Winter in Kanada und den nördlichen USA und der Notwendigkeit, weite Landstriche auf der Suche nach Nahrung zu durchqueren, waren einzelne, abgeschiedene Haushalte, die nur mit den nächsten Nachbarn Kontakt hielten und in denen mehrere Generationen in einem Zelt lebten, die Norm. Im Sommer bildeten solche Haushalte kleine Dörfer, die aus zehn bis zwölf Familien bestanden.

### Religion, Kosmologie und Totemismus

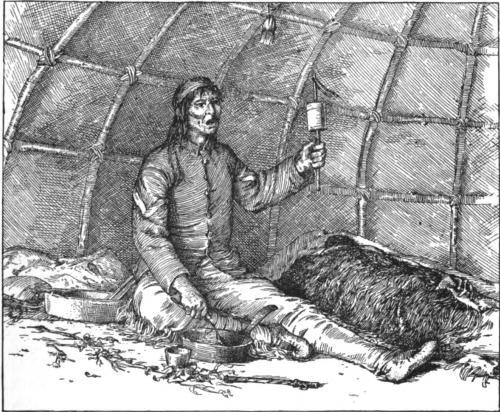
Kräuterheiler (Wabeno) bei der Zubereitung von Medizin

Träume und ihre verschlüsselten Botschaften spielten seit jeher eine besondere Rolle im Glauben der Anishinabe. Sie wurden realer als die Wirklichkeit angesehen. Die ethnische Religion der Anishinabe war sowohl individuell animistisch, wie bei Jägerkulturen üblich – d. h. alles galt als beseelt, besetzt von guten oder bösen Geistern – als auch durch komplexe gemeinschaftliche Rituale und Ausdrucksformen, wie für Agrarkulturen üblich (streng genommen müsste man von unterschiedlichen Religionen in den Wohngebieten Prärie, nördliche Wälder und Seengebiet sprechen, da die Schwerpunkte und Kulte sich den jeweiligen Kulturarealen annäherten). Für die nördlichen Ojibwa galten Tiere, Bäume, Sonne, Mond, Steine (die in Träumen erschienen sind), Metallkessel oder Tabakspfeifen als „denkende und handelnde Personen“ wie Menschen. Zudem können alle diese Wesen ganz unterschiedliche Gestalt annehmen. Ein besonderer Ausdruck der Religion bei allen Algonkin-Völkern ist die Idee des pantheistischen „Weltgeistes“ Man’ido.
Der Alltag war nicht getrennt von der Religion, das heißt, Glaubensdinge spielten bei allen Tätigkeiten eine wichtige Rolle. So besaß jedes Stammesmitglied einen „persönlichen Schutzgeist“ (Nigouimes, nicht Totem!) in Gestalt eines Tieres, einer Pflanze oder eines Minerales, den man bei einer persönlichen Visionssuche erwarb. Bei der Jagd mussten besondere Rituale (Tabu) eingehalten werden, um die Geister der getöteten Tiere zu versöhnen.
Die Geister mussten regelmäßig mit Gebeten, Tabakritualen oder mit Hilfe der Schamanen positiv gestimmt werden. Für diese letztgenannten spirituellen Experten, die überdies für die Bewahrung der Mythen, der Riten und des traditionellen Wissens sowie für die Heilung von Kranken zuständig waren (siehe auch: Schamanismus) gab es bei den Ojibwa eine weitreichende Differenzierung: Zum einen gab es die einfachen Geistheiler (Kusbindugeyu), die krankmachende Geister unter Gerassel und Gesang lokalisierten und mit hohlen Knochen „aussaugten“ und darüber hinaus Kräuterheilkundige waren. Dann gab es die Spezialisten für geistige Krankheiten (Djiskiu), sowie für verlorene Seelen oder Dinge, die in einem speziellen Zelt durch Gebet, Gesang und Geräusche in Trance fielen und das Zelt zum Vibrieren brachten („Shaking tent“). Darüber hinaus gab es verschiedene Ritualgesellschaften, die aus mehreren Eingeweihten mit verschiedenen Aufgaben und Rängen bestanden. Der Wabanowin-Bund („Tanz an den Osten“) heilte bestimmte Krankheiten mittels magischer Praktiken. Der größte und komplexeste Medizinbund hieß Midéwiwin. Seine Mitglieder erlangten je nach Grad ihrer Ausbildung Fähigkeiten zum Geisterkontakt und lernten unter Anleitung priesterähnlicher Funktionäre spezielle Tänze und Riten, beispielsweise die sogenannten Kraftübertragungsriten in der Gestalt einer Muschel. Zentral war der rituelle Tod und die anschließende Wiedergeburt, aber auch umfangreiches Wissen über verschiedene Heilmethoden wurde den Midéwiwin-Adepten vermittelt.

## Heutige Situation

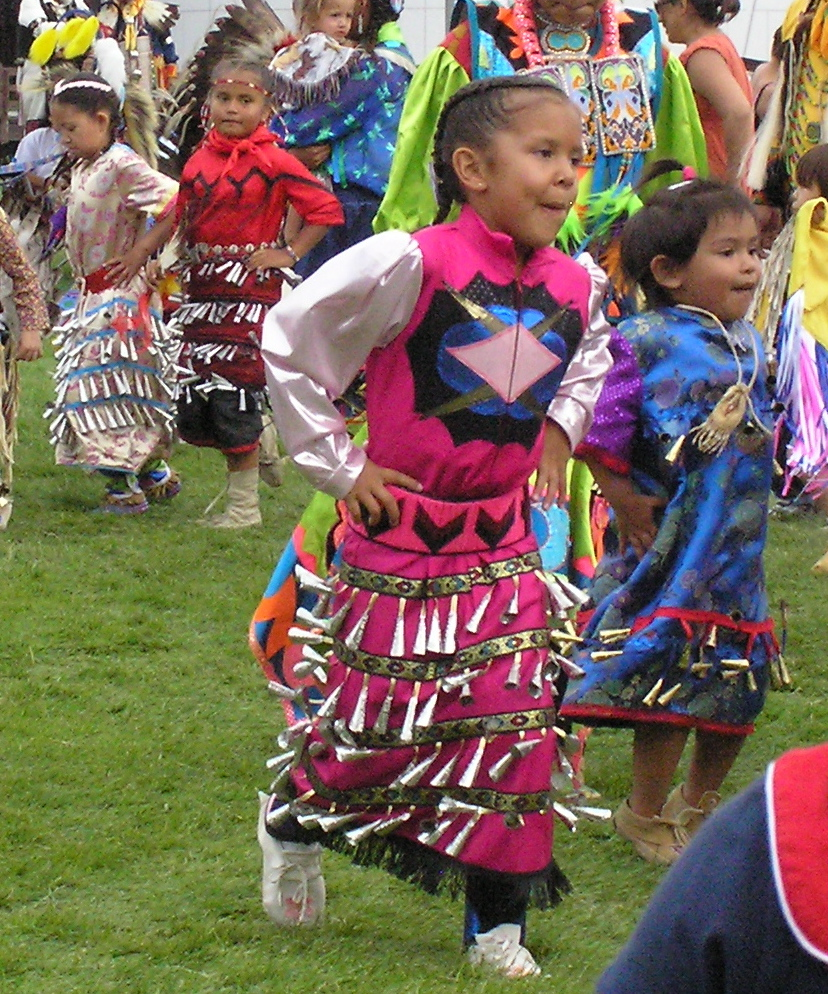
Ojibwa-Mädchen beim Glöckchenkleidtanz auf dem Spokane Pow Wow, am 26. August 2007

Der Großteil der US-amerikanischen Anishinabe lebt heute in sieben Indianerreservaten in Minnesota, fünf Reservaten in Wisconsin und einem Reservat in North Dakota sowie in mehreren Großstädten, besonders den Twin Cities Minneapolis und St. Paul am Oberlauf des Mississippi River. Durch verschiedene legale und illegale Vorkommnisse haben die Anishinabe bis heute einen Großteil ihres Reservatlands verloren. Besonders vom Landverlust betroffen sind die Leech-Lake-Anishinabe in Minnesota, die heute weniger als sieben Prozent ihres vertraglich festgeschriebenen Landes besitzen. Das ehemalige Anishinabe-Land wird von der Bevölkerungsmehrheit vor allem zur Stromproduktion (Damm) und zur Holzwirtschaft genutzt.
Wie bei den meisten Indianern gibt es auch unter den Chippewa eine sehr hohe Arbeitslosenquote (oft über 50 %) und die Einkommen liegen auf niedrigem Niveau. Viele von ihnen sind daher in die großen Städte abgewandert. Daneben verfügen allerdings alle Reservationen in Michigan und Wisconsin über gut gehende Kasinos oder Bingohallen. Die großen Reservate betreiben zudem Betriebe in Land- und Forstwirtschaft, Outdoor-Tourismus sowie kommerzieller Wildreis-Ernte und Fischerei. In den kanadischen Wäldern spielt die Pelztierjagd (Trapping) immer noch eine wichtige Rolle. Überdies wird dort und in den naturnahen Reservaten der USA neben den marktwirtschaftlichen Tätigkeiten auch heute noch zur Selbstversorgung gejagt, gefischt, gesammelt und Wildreis geerntet. In Michigan und Kanada verfügen die Indianer offiziell über die Jagd- und Sammelrechte. Dort unterliegen diese Subsistenztätigkeiten einem modernen Management durch die Reservate, um Raubbau zu vermeiden.
Obwohl der oberste Gerichtshof der USA den Chippewa von Wisconsin 1983 das Recht auf den nächtlichen Fischfang mit Lampen (früher Fackeln) verbrieft hat, müssen sie dabei heute immer wieder von Polizeikräften vor Übergriffen rassistischer Weißer geschützt werden, die lautstark und zum Teil gewaltsam gegen das Fischen protestieren.

## Bewahrung und Modifikation der Kultur
„Wenn du aufhörst dich in der Natur umzusehen, hörst du auch auf zu lernen, was der natürliche Lauf der Dinge ist. […] Wir sehen uns ziemlich viel um, finden ihren Rhythmus, ihren Herzschlag und passen unsere Schritte daran an. Beton hat keinen Rhythmus und Stahl kann nicht atmen. Wenn du deine Zeit im Wald und in diesem Land verbringst, lernst du nach der Weise von Wald und Land zu leben. Mit dem natürlichen Lauf der Dinge. Mit dem Lauf des Universums. Wenn du die Zeit zwischen Stahl und Beton verbringst, lernst du nach ihrer Weise zu leben.“

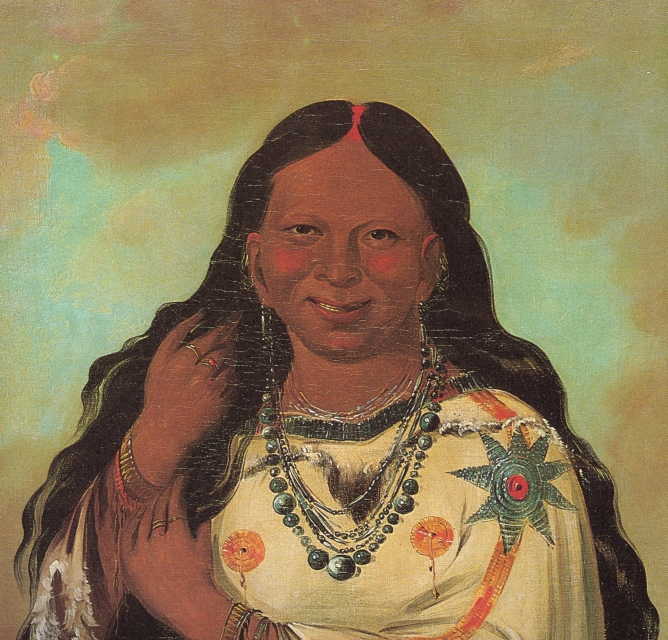
Kei-a-gis-gis, eine Frau der Ojibwa, Gemälde von George Catlin, 1832

Die Anishinabe gehören zu den wenigen nordamerikanischen Völkern, die noch über eine lebendige ethnische Identität verfügen: In den Schulen wird die Ojibwa-Sprache gelehrt, verschiedene Kooperationen (häufig von Frauenbünden) engagieren sich aktiv für die Bewahrung von Kultur, Kunst und Sprache sowie für eine nachhaltige Vermarktung der traditionellen Produkte Wildreis, Ahornsirup und Kunsthandwerk (Re-Indigenisierung). Einige spirituelle Praktiken und schamanische Bünde existieren – wenn auch in wesentlich geringerem Maß – nach wie vor bei allen Anishinabe-Gruppen, obgleich die meisten Menschen offiziell Christen sind. Seit Beginn des 21. Jahrhunderts hat sich die Revitalisierung der rituellen Traditionen verstärkt.
In einzelnen Dörfern hat sich seit einigen Jahren die „Waldland-Schule“ – eine originelle Malerei mit traditionellen Motiven – entwickelt, die von Amerikanern geschätzt wird und gute Einnahmemöglichkeiten bietet.

## Persönlichkeiten der Anishinabe

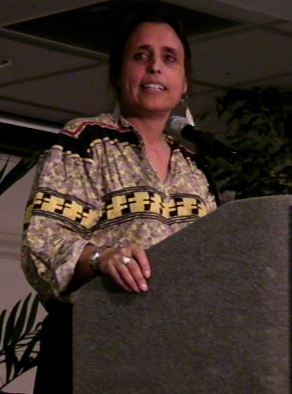
Winona LaDuke, die wohl bekannteste Ojibwa

Im Februar 2025 wurde Chanie Wenjack, eine Schülerin der  „Cecilia Jeffrey Residential School“ in Kenora, durch die kanadische Bundesregierung zu einer „Person von nationaler historischer Bedeutung“ erklärt. Diese Ehrung steht exemplarisch für die negative Erfahrungen Tausender von Kindern der First Nations mit dem System der Residential Schools.
- Grey Owl (adoptierter englischstämmiger Trapper und Schriftsteller)
- David Wayne „Famous Dave“ Anderson (Besitzer einer landesweiten Restaurantkette)
- Dennis Banks (Politischer Aktivist)
- Adam Beach (Schauspieler)
- Jason Behr (Schauspieler)
- Clyde Bellecourt (Aktivist)
- Vernon Bellecourt (Aktivist)
- Angeline Boulley (Schriftstellerin)
- Steve Collins (Skispringer)
- George Copway (Missionar und Schriftsteller)
- Louise Erdrich (Schriftstellerin)
- Cara Gee (Schauspielerin)
- Gordon Henry Jr. (Schriftsteller)
- Drew Hayden Taylor (Dramatiker)
- Basil Johnston (Ethnologe)
- Peter Jones (Missionar und Schriftsteller)
- Sun Bear (Vincent LaDuke)
- Winona LaDuke (Aktivistin und Schriftstellerin)
- Jim Northrup (Zeitungskolumnist)
- Waubgeshig Rice (Journalist und Schriftsteller)
- Tamara Podemski (Schauspielerin)
- Keith Secola (Rock- und Blues-Sänger)
- Drew Hayden Taylor (Dramatiker, Humorist, Kolumnist)
- David Treuer (Schriftsteller)
- Gerald Vizenor (Schriftsteller)
- William Whipple Warren (Historiker und Politiker)
- William Gardner („unbestechlicher“ Prohibitionsagent)
- Virgil Hill (Profiboxer, ehemaliger Weltmeister im Halbschwergewicht)
- Chief Bender (Baseballspieler)
- Crystal Shawanda (Sängerin)
- Ted Nolan (NHL-Profi, Eishockeytrainer)
- Richard Wagamese (Schriftsteller, Träger des Molson Prize)
- T. J. Oshie (NHL-Profi)
- Trixie Mattel (Drag Queen)
- Wab Kinew (Premierminister der Provinz Manitoba)

## Film
- Der 1928/29 gedrehte Stummfilm The Silent Enemy („Der unsichtbare Feind“) erzählt vom Leben der Anishinabe, lange bevor die Weißen den nordamerikanischen Kontinent besiedelten.[19] Er wurde von Douglas Burden und William Chanler unter der verbreiteten Vorstellung produziert, dass die indianischen Kulturen Nordamerikas und ihre traditionelle Lebensweise vom Aussterben bedroht seien. Die Geschichte basiert auf Aufzeichnungen von Jesuiten-Missionaren, die als erste Weiße mit den Anishinabe Kontakt aufnahmen. Gedreht wurde an Originalschauplätzen im Norden Ontarios. Mehr als 250 Mann, Darsteller und Team, arbeiteten über ein Jahr, oft bei Temperaturen unter Minus 30 Grad. Die Drehorte waren im Sommer nur mit Kanus und im Winter nur mit Hundeschlitten zu erreichen. Kleidung, Kanus, Tipis, Waffen und Werkzeuge wurden originalgetreu nachgebildet, so dass der Film ein authentisches Bild vom Leben der Anishinabe in der vorkolumbischen Zeit zeichnet.